# David Stockdale
Pour les articles homonymes, voir Stockdale.
David Adam Stockdale (né le 20 septembre 1985 à Leeds) est un footballeur anglais évoluant comme gardien de but devenu entraîneur.

## Biographie
Le 26 juillet 2011, il est prêté pour l'ensemble de la saison 2011-2012 à Ipswich Town, club de Championship, deuxième division anglaise. Mais il est rappelé par Fulham en décembre pour remplacer Mark Schwarzer blessé. Il sera à nouveau prêté par les Cottagers à Hull City le 22 novembre 2012.
Le 28 juillet 2014 il rejoint Brighton & Hove Albion, ou il s'impose rapidement comme titulaire.
Le 21 avril 2017, il marque deux buts contra son camp, lors d'un match contre Norwich City.
Le 13 juin 2017, il rejoint Birmingham City.
Le 8 septembre 2018, il est prêté par Birmingham City à Southend United, qui évolue alors en EFL League One.
Le 22 novembre, il est prêté à Wycombe Wanderers.
Le 8 février 2019, il est prêté à Coventry City.
Le 24 janvier 2020, il est prêté à Wycombe Wanderers.
Le 9 septembre 2020, il rejoint Wycombe Wanderers.
Le 15 juin 2022, il rejoint Sheffield Wednesday.
Le 1er juillet 2023 il rejoint York City.
Le 17 juin 2025, il rachète Farsley Celtics FC.

## Palmarès
- Leicester City FC
  - Champion de League One : 2009

- Championnat d'Angleterre de deuxième division :
  - Vice-champion : 2017.

### Distinctions personnelles
- Membre de l'équipe type de Championship en 2017.